# KCI (기업)
KCI는 대한민국의 화장품·퍼스널케어 소재 기업이다. 본사는 서울특별시 금천구 가산디지털2로 43-14, 18층 (가산동, 가산한화비즈메트로2차)에 위치해 있다.

## 논란
2023년 상사에 의한 직장내 괴롭힘으로 논란이 된 적이 있다.

## 같이 보기
- 삼양그룹

## 참고 문헌
1. ↑  이유정, 삼양그룹 KCI, 직장 내 괴롭힘 논란...피해자 ‘전라’로 수모 당해, 더퍼블릭, 2023.06.19
2. ↑  조가영, 직장 내 괴롭힘 논란•••KCI에 무슨 일이?, 1코노미, 2023.06.14
3. ↑  김태일, KCI, 직장내 괴롭힘 논란…피해자 “15분간 발가벗은 채 수모 당했다”, 백세시대, 2023.06.16